# House of Metal
House Of Metal är en metalfestival i Umeå som genomfördes första gången den 16–17 februari 2007 i Umeå Folkets hus, vilket nu är festivalens standardlokal. House of Metal har tre scener och totalt uppträder varje år cirka 25 band från Sverige och övriga världen. Festivalen har en maxkapacitet på 2700 besökare per kväll och har 18-årsgräns.
2020 års festival (den 14:e i ordningen) ägde rum den 28-29 februari, precis innan alla evenemang stoppades på grund av Coronaviruspandemin 2019–2021. Festivalen 2021 ställdes in på grund av pandemin.

## Festivalår

### Festivalår 2007
- Satyricon
- Hardcore Superstar
- Soilwork
- Dream Evil
- Entombed
- Pain
- Savage Circus
- Persuader
- My Own Grave
- Enter the Hunt
- Freak Kitchen
- Hellfueled
- Destynation
- Heed
- 6th Awakening
- Apostasy
- Assailant
- Daemonicus
- Lesra
- Lethal
- Live Elephant
- Meltdown
- Grabbe & Volymen

### Festivalår 2008
- Candlemass
- Meshuggah
- Freedom Call
- Nocturnal Rites
- Unleashed
- Naglfar
- Sonic Syndicate
- Scar Symmetry
- Easy Action
- Decadence
- Feral
- Ghamorean
- God Among Insects
- Heat
- Heel
- Plector
- Caliber 69
- Dead End
- The Final Crap
- The Manic Episode
- The Royal Jester
- Torn Apart
- X-bone Pirates
- Grabbe & Volymen

### Festivalår 2009
- Amon Amarth
- Opeth
- The Haunted
- Mustasch
- Danko Jones
- Nifelheim
- Torture Division
- Stormwarrior
- Guillotine
- April Divine
- Arized
- Dawn of Silence
- Death Maze
- Grabbe & Volymen
- Hate Ammo
- Hellmasker
- Los Bastardos
- Misantropic
- Moloken
- Redlight Attraction
- Remasculate
- Saint Daemon
- Sanctification
- The Final Crap

### Festivalår 2010
- Lamb of God
- Behemoth
- Hypocrisy
- Job For a Cowboy
- August Burns Red
- Dead By April
- Between the Buried and Me
- Marduk
- Necrophobic
- Scar Symmetry
- Helltrain
- Persuader
- 8-Point Rose
- Apocalyst
- Bonnie Lee
- Coldspell
- Cynical Hatred
- Fatal Smile
- Lesra
- One Arm Short
- Raging Steel
- ReinXeed
- Revolverdog
- Sons of Guns
- Three Minute Madness

### Festivalår 2011
- Dark Tranquillity
- Samael
- U.D.O.
- Triptykon
- TNT
- Bullet
- Aeon
- Engel
- F.K.Ü
- Ghost
- Impaled Nazarene
- Trident
- RAM
- Katana
- Live Elephant
- Crowdburn
- Bonnie Lee
- Godless Glenn and the Astro Zombies
- Hostile Reaction
- Iscaroth
- Ramin Kuntopolku
- Sad But True
- Scumkill
- Summoned Tide
- System Annihilated
- Twins Crew

### Festivalår 2012
- Amon Amarth
- Immortal
- Entombed
- Tiamat
- Nocturnal Rites
- Amaranthe
- Hail of Bullets
- Krux
- Hellbound
- In Solitude
- Dr. Living Dead
- Souldrainer
- The Kristet Utseende
- Adept
- Disorge
- A Wish For A Maniac
- Bonnie Lee
- Crave
- Deals Death
- Doktor Diesel
- Miasmic Theory
- Pray For Locust
- Provoke Your Enemy
- The Whyrus
- Ki
- Revolverdog
- Stoneload

### Festivalår 2013
- Amorphis
- Entombed
- Katatonia (cancelled)
- Mayhem
- Sodom
- Naglfar
- Corroded
- Aeon
- Anaal Nathrakh
- Tankard
- Aura Noir
- Miseration
- Daemonicus
- Zonaria
- Nifelheim
- Festering Remains
- Assaultery
- Chaos in Order
- Always War
- Extrakt
- Grand Nation
- Griftefrid
- Lahey
- Maiden Norway
- Rage Invest
- Seventribe
- Structural Disorder
- Supernaut
- Vengha

### Festivalår 2014
- Hatebreed
- Hypocrisy
- Napalm Death
- Bombus
- Civil War
- Raubtier
- Avatarium
- Belphegor
- Enforcer
- F.K.Ü
- Man.Machine.Industry
- Skull Fist
- Thyrfing
- Vanderbuyst
- Axenstar
- Besserbitch
- Cursed 13
- Dogface
- Enemy Within
- Immaculate
- Monoscream
- Mörbultad
- Random Agnostic
- The Sanity Decadence

### Festivalår 2015
- Watain
- Finntroll
- Candlemass
- At the gates
- The Haunted
- Hardcore superstar
- Grand Magus
- Baptism
- Rotten Sound
- The Duskfall
- Port Noir
- Binary Creed
- Vampire
- Deathbreed
- Walking with strangers
- Apocalypse Orchestra
- Rawhide
- Night
- Constructions
- Mesolimbic
- Revolver Dogs
- Midnight Caine
- Vanity BLVD
- Ufofolket

### Festivalår 2016
- Satyricon
- Destruction
- Raised Fist
- Battle Beast
- Ensiferum
- Raubtier
- Firespawn
- Cut Up
- Holy Moses
- Naglfar
- Moloken
- Defiatory
- Skeleton Birth
- Vanity Insanity
- Ramin Kuntopolku
- Achilles
- Oro
- Helvegen
- Hypertension
- Forgetting The Memories
- Eterno
- Ebrietor
- In This Grey

### Festivalår 2017
- Anthrax
- Dark Tranquility
- Pain
- Gloryhammer
- Scar Symmetry
- Krisiun
- Vintersorg
- Asphyx
- Ereb Altor
- Wolf
- The Raven Age
- Grave
- Purgatorium
- Grid
- Gluttony
- Mesolimbic
- Hyperion
- Nekrodelirium
- Tragederia
- A Lethal Smile

### Festivalår 2018
- Meshuggah
- Nocturnal Rites
- Unleashed
- Danko Jones
- Sólstafir
- Thunderstone
- Hulkoff
- Dead Kosmonaut
- Asagraum
- Vanhelgd
- Dreadful Fate
- Utmarken
- Zornheym
- Freakin’ Lizard
- Black Bay
- Incised
- Creeping Flesh
- Shiver
- Bleeding Utopia
- Enemy Inside

### Festivalår 2019
- Ross the Boss
- Tiamat
- The Haunted
- Taake
- Lik
- Persuader
- Sadauk
- Zepyhyra
- Cosmic Overlord
- Deathheim
- Clawfinger
- At The Gates
- Necrophobic
- Rotting Christ
- Attic
- Malakhim
- Devil's Force
- Godhead Machinery
- Awake the Dreamer
- 偏執症者 Paranoid

### Festivalår 2020
- Freak Kitchen
- Vomitory
- Burning Witches
- Darkened Nocturn Slaughtercult
- Onslaught
- Bewitched
- Shrapnel
- Nervosa
- Feral
- Doro
- I Am Morbid
- Marduk
- Berzerker Legion
- Carcass
- Black Bay
- Curse
- Dead Sleep
- Sanity Assassin
- Siberian
- Suffer Yourself